# The Open Championship 1868
The Open Championship 1868 var en golfturnering afholdt af og i Prestwick Golf Club i Ayrshire, Skotland onsdag den 23. september 1868. Turneringen var den niende udgave af The Open Championship, og den havde deltagelse af tolv spillere, elleve professionelle og én amatør. Mesterskabet blev afviklet som en slagspilsturnering over tre runder på Prestwick Golf Clubs 12-hullersbane.
Titlen blev vundet af den kun 17-årige Tom Morris, Jr. fra St Andrews, tre slag foran sin far Tom Morris, Sr., der var forsvarende mester. Det var første gang, at Young Tom Morris vandt mesterskabet – efterfølgende vandt han yderligere tre titler i 1869, 1870 og 1872. Selv om Tom Morris, Jr. kun var 17 år, så var det fjerde gang han deltog i mesterskabet.

## Resultater
| Plac. | Spillere            | Score (slag) | Score (slag) | Score (slag) | Score (slag) |
| Plac. | Spillere            | 1.runde      | 2.runde      | 3.runde      | Total        |
| ----- | ------------------- | ------------ | ------------ | ------------ | ------------ |
| 1.    | Tom Morris, Jr.     | 51           | 54           | 49           | 154          |
| 2.    | Tom Morris, Sr.     | 54           | 50           | 53           | 157          |
| 3.    | Robert Andrew       | 53           | 54           | 52           | 159          |
| 4.    | Willie Park, Sr.    | 58           | 50           | 54           | 162          |
| 5.    | Bob Ferguson        | 57           | 54           | 54           | 165          |
| 6.    | Tom Dunn            | 59           | 54           | 54           | 167          |
| 7.    | Bob Kirk            | 56           | 59           | 56           | 171          |
| 8.    | John Allan          | 54           | 55           | 63           | 172          |
| 8.    | Charlie Hunter      | 60           | 54           | 58           | 172          |
| 10.   | William Dow         | 61           | 58           | 60           | 179          |
| 11.   | William Doleman (a) | 63           | 61           | 57           | 181          |
| 12.   | Willie Dunn, Sr.    | 60           | 63           | 60           | 183          |